# Andrzej Płatek
Andrzej Płatek (ur. 23 września 1947 w Krakowie, zm. 13 października 2017) – polski trener i piłkarz, występujący na pozycji obrońcy.

## Wykształcenie
Był absolwentem Akademii Wychowania Fizycznego w Katowicach. 

## Kariera klubowa i trenerska
Jako zawodnik był piłkarzem między innymi Walki Makoszowy i Czarnych Pyskowice. Po zakończeniu kariery zawodniczej piastował funkcję trenera najpierw w Walce Makoszowy, a następnie od 1984 na zaproszenie Huberta Kostki przez trzy lata był drugim trenerem w Górniku Zabrze, gdzie pracował z Lesławem Ćmikiewiczem i Antonim Piechniczkiem (w tym okresie klub kilkakrotnie zdobył mistrzostwo Polski). Następnie pracował w Tunezji. W latach 1988–1992 był kolejno asystentem Antoniego Piechniczka, Władysława Żmudy i Zdzisława Podedwornego w klubie Espérance Tunis, w sezonie 1992/1993 samodzielnie prowadził zespół Olympique Béja, z którym zdobył Puchar Tunezji, w sezonie 1993/1994 był trenerem Étoile Sportive du Sahel, z którym zajął trzecie miejsce w I lidze. 
W sezonie 1994/1995 prowadził Walkę Makoszowy, następnie został asystentem Antoniego Piechniczka w saudyjskim klubie An-Nassr. Po powrocie do Polski trenował też Górnika Wojkowice. Jako trener awansował i w sezonie 1998/1999 prowadził Ruch Radzionków w najwyższej klasie rozgrywkowej kończąc sezon na szóstej  pozycji. Był także trenerem w MKS Myszków i GKS Tychy. W 2000 był współtwórcą  Akademii Piłki Nożnej w Knurowie. 

## Życie prywatne
Był ojcem Artura Płatka, który również został piłkarzem i trenerem. Andrzej Płatek został pochowany na cmentarzu przy parafii Św. Józefa w Zabrzu.